# Sydney Youngblood
Sydney Youngblood (geboren als Sydney Ford, San Antonio (Texas), 2 december 1960) is een in de Verenigde Staten geboren zanger die grotendeels is opgegroeid in Duitsland. Hij had kortstondig succes in Europa en Nederland in 1989, met de hits If Only I Could en Sit and Wait.
If Only I Could was in Nederland op vrijdag 22 september 1989 Veronica Alarmschijf op Radio 3 en werd een grote  hit in de destijds twee hitlijsten op de nationale popzender. De plaat bereikte de 2e positie in zowel de Nederlandse Top 40 als de Nationale Hitparade Top 100.
Sit and Wait was in Nederland op donderdag 22 november 1989 TROS Paradeplaat op Radio 3 en werd eveneens een grote hit in de destijds twee hitlijsten op de nationale popzender. De plaat bereikte de 7e positie in de Nationale Hitparade Top 100 en de 6e positie in de Nederlandse Top 40.      
Beide singles waren afkomstig van het album Feeling Free dat vijf keer goud ontving. Het album wordt gekenmerkt door een mengeling van eurodance, melodieklanken en hiphopritme, met het soulgeluid van zanger Youngblood. Na zijn kortstondige succes kwam Youngblood in 1990 in conflict met de hiphopgroep Soul II Soul over een sample die gestolen zou zijn van de single Back to Life. Youngblood treedt nog steeds op in het schnabbelcircuit, voornamelijk in Duitsland en zingt dan vaak covers van andere artiesten.

## Discografie

### Albums
| Album met eventuele hitnotering(en) in de Nederlandse Album Top 100 | Datum van verschijnen | Datum van binnenkomst | Hoogste positie | Aantal weken | Opmerkingen     |
| ------------------------------------------------------------------- | --------------------- | --------------------- | --------------- | ------------ | --------------- |
| Feeling Free                                                        | 1989                  | 28-10-1989            | 42              | 14           |                 |
| Passion, Grace and Serious Bass...                                  | 1991                  | -                     |                 |              |                 |
| Just The Way It Is                                                  | 1993                  | -                     |                 |              |                 |
| The Hat Won't Fit                                                   | 1994                  | -                     |                 |              |                 |
| Hooked on You: The Best Of                                          | 1994                  | -                     |                 |              | compilatiealbum |
| Black Magic                                                         | 2014                  | -                     |                 |              |                 |
| Tonight                                                             | 2018                  | -                     |                 |              |                 |

### Singles
| Single met eventuele hitnotering(en) in de Nederlandse Top 40 | Datum van verschijnen | Datum van binnenkomst | Hoogste positie | Aantal weken | Opmerkingen                                                         |  |
| ------------------------------------------------------------- | --------------------- | --------------------- | --------------- | ------------ | ------------------------------------------------------------------- |  |
| If Only I Could                                               | 1989                  | 30-09-1989            | 2               | 12           | Veronica Alarmschijf Radio 3 / #2 in de Nationale Hitparade Top 100 |  |
| Sit and Wait                                                  | 1989                  | 09-12-1989            | 6               | 8            | TROS Paradeplaat Radio 3 / #7 in de Nationale Hitparade Top 100     |  |